# سيزار دياز بيزارو
سيزار دياز بيزارو (بالإسبانية: César Díaz Pizarro)‏ (16 سبتمبر 1990 في بيرو - ) هو مدرب كرة قدم ولاعب كرة قدم بيروفي في مركز الهجوم. لعب مع سان خوسيه إيرثكويكس.

## وصلات خارجية
- سيزار دياز بيزارو على موقع الدوري الأمريكي (الإنجليزية)
- سيزار دياز بيزارو على موقع قاعدة بيانات كرة القدم.إي يو (الإنجليزية)
- سيزار دياز بيزارو على موقع Soccerway.com (الإنجليزية)